# 小行星21438
小行星21438（21438 Camibarnett）是一颗绕太阳运转的小行星，为主小行星带小行星。该小行星于1998年3月20日发现。

## 轨道参数
小行星21438的轨道半长轴为2.4149264 UA，离心率为0.082。